# Артифий
Артифий (V век до н. э.) — представитель знатного персидского рода, принимавший участие в нескольких междоусобных войнах.

## Биография
Отцом Артифия был известный военачальник Мегабиз, а матерью — дочь Ксеркса I и Аместриды Амитис.
Вместе с братом он принимал участие в восстании своего отца против Артаксеркса I: «отважно сражаясь, сыновья Мегабиза — Зопир и Артифий — принесли Мегабизу решительную победу», когда был разгромлена направленная в Сирию армия во главе с царским полководцем Усирисом.
Впоследствии Артифий выступил против Дария II, приняв сторону Арсита, младшего брата царя. Вначале мятежникам удалось в нескольких сражениях разбить направленные против них правительственные войска. Однако затем военачальнику Дария удалось подкупить греческих наёмников Артифия и этим изменить ход войны в свою пользу. Артифий сдался царю, получив заверение, что ему будет сохранена жизнь. По совету жены царя Парисатиды это обещание было сначала исполнено. Однако после того как Арсит также отдал себя на милость царя, по приказу Парисатиды они оба были подвергнуты мучительной казни, несмотря на то, что, по словам Ктесия, Дарий не желал смерти брата.